# 两面针
兩面針（學名：Zanthoxylum nitidum），別稱蔓椒、山椒、花椒、崖椒、豬椒、胡根、黃根、苦參、雙面竻、雙面刺、雙面針、兩背針、滿面針、七支針、釘板刺、鞋底刺、鉤刺藤、麻藥藤、上山虎、下山虎、出山虎、入山虎、鳥不宿、鳥踏刺、馬藥子、白馬屎、牽牛刺、古月根、哈郎喝、鷂婆竻、鱟殼刺、刺刁根、草鞋刺、鞋底簕、金牛公、山胡椒、胡椒簕、紅椒簕、土花椒、野花椒、花椒刺、光葉花椒、高山花椒、山胡椒刺、入地金牛、葉下穿針、紅倒鉤簕、大葉椒簕、大葉貓枝簕、大葉貓爪簕、疏刺兩面針及紅心刺刁根等，為芸香科花椒屬植物。本種的種加詞譯義為「光亮的」，意指種子具有光澤。模式標本採自於中國廣東廣州市郊，於1812年引種至印度加爾各答植物園，1813年從加爾各答植物園的植株採下標本，其後由威廉·羅克斯堡首先發表。本種因葉中肋兩面皆有暗紫紅色的銳刺，因而有“雙面刺”之稱。

## 分佈
本種分佈於中國大陆、台灣、香港、印度、尼泊爾、安達曼島、中南半島及馬來西亞等地，中國內地分佈於廣東、廣西、海南、福建、雲南、湖南、貴州及浙江等省份，野外分佈於海拔800米以下的溫熱地帶，常見於丘陵、闊葉林、林緣及平地灌叢、疏林或荒山草坡的有刺灌叢之中 ，亦有人工栽培。

## 形態特徵
兩面針是一種常綠木質藤本植物，幼株時為直立灌木，成齡時攀緣於其它樹木之上，高可達5米。主根粗壯，根外皮泥黃色，內皮硫黃色，鬆軟，支根多。分枝多密集，老枝表面粗糙，有皮孔，帶有瘤刺片狀蜿蜒而上的木栓層，外形狀似鍊條 ，黑褐色；嫩枝綠色或染有紫紅色，呈披散狀或攀緣狀，中肋兩面皆具彎鉤銳刺，粗大莖枝上的銳刺基部呈長橢圓形枕狀凸起，中央的針刺短且纖細，銳刺略向下彎或近勁直，銳刺長約1－2.5毫米。

### 葉
葉為單數羽狀複葉，互生，長約7－15厘米；葉軸通常不具翼或近無翼，腹面中部以下通常不下陷，背面渾圓，兩面皆具銳刺，背面著生略向下彎或近勁直的鉤狀銳刺，銳刺長約1－2.5毫米；小葉片3－11枚，對生，卵形、闊卵形、卵狀鉅圓形、狹長橢圓形或近圓形，頂端尖至短尾尖形，頂端鈍或具微凹口，凹口處有油點，基部近圓形或廣楔形，微疏波狀鋸齒緣或近全緣，齒縫處有油點，腹面中間下陷成小溝狀，表面暗綠色，兩面無毛，硬革質有光澤，略皺摺，具短柄及有芳香味，長約3－12厘米，寬約1.5－6厘米，於苗期或萌生枝期小葉片可長達16－27厘米，寬約5－9厘米；小葉中脈平坦或稍凸起，兩面常疏生略向下彎或近勁直的銳刺，銳刺長約1－2.5毫米，側脈及支脈於兩面干後均明顯且常微凸起；小葉柄長約1－5毫米，稀近於無柄。

### 花
花為單性花，雌雄異株或雜性，傘房狀圓錐花序，腋生，花序長約2－8厘米；花序軸及花枝披微柔毛；花梗暗紅色；花萼4枚，寬卵形，極小，上部紫綠色，長不及1毫米，寬約1毫米；花瓣4枚，淡青色、淡黃白色或淡黃綠色，長圓形、卵狀橢圓形或矩圓狀卵形，長約2－3毫米；雄花的雄蕊4枚，略長於花瓣，長約5－6毫米，退化的心皮墊狀半球形，頂端常為4淺裂，花藥藥隔頂端有短凸尖體，於授粉期為闊橢圓形至近圓球形；雌花的花瓣較寬，無退化雄蕊或為極短小的鱗片狀體或無，心皮4枚；成熟心皮1－4個，紫紅色或褐紫色，乾時皺折及具有粗大的腺點，頂端呈極短的喙狀尖頭或無；子房圓球形，花柱粗而短，柱頭頭狀 。

### 果
果為蓇葖果，1－4個，球形，具有胡椒香味，紅褐色，成熟時暗紫紅色，表面有皺褶，具粗大腺點，2瓣開裂，頂端有短芒尖，直徑0.4－0.5厘米，單個分果瓣徑約5.5－7毫米；果梗稀較長或較短，長約2－5毫米，不超過1厘米，粗約1毫米；種子圓珠狀，邊緣呈略壓扁狀，漆黑色，有光澤，腹面稍平坦，背面肥厚，橫徑約5－7毫米。

## 用途
兩面針的種子含有18.5%油份，種子油可作為肥皂的原料。本種因有治療牙痛的功效，故為製造兩面針牙膏的原料亦可作漱口水之用。葉為多種鳳蝶幼蟲的食草。

## 醫藥用途

### 根
本種的乾燥根入藥，中藥名為兩面針，味苦、辛，性平，有小毒，歸肝、胃二經，功能分類為祛風濕藥，藥材主產於福建、廣東、廣西 、雲南及台灣等地，具活血化瘀、行氣止痛、祛風化濕、解毒消腫、通絡等功效，主治風濕痹痛、牙痛、咽喉腫痛、胃痛、跌打腫痛、陳舊性跌打腫痛、食積腹痛、外感風熱吐瀉、毒蛇咬傷、皮炎、癰腫等，外用可治足底砧傷、燙傷等，現代藥理研究表明兩面針具鎮痛、鎮靜、解痙、抗菌、抗炎、抗腫瘤、抗氧化、抗心肌缺血及保肝等作用，臨床應用於牙痛、頭痛、神經痛、風濕痺痛、腰腿痛、脘腹疼痛、喉痺、關節炎、外傷痛、癰瘡腫毒、毒蛇咬傷等症狀，亦可用於小手術的麻醉及止痛，因具毒性服用不能過量，根的酒精浸泡液及水提液能抑制金黃葡萄球菌及溶血性鏈球菌 ，提取液作針劑注射對坐骨神經痛有明顯療效。孕婦忌服，忌與酸味食物同服。過量服用可引致噁心、嘔吐、腹痛、下痢等中毒症狀，或血壓升高、發癢、頭昏眼花、輕度煩躁、皮膚發紅等過敏反應，亦有服用新鮮莖葉引致心跳呼吸驟停甚至死亡的案例。

### 果實
本種亦以果實入藥，中藥名為蔓椒，蔓椒之名始載於《神農本草經》，列為下品，《神農本草經》中原文記載為「蔓椒，味苦，溫。主風寒濕痹，癧節疼，除四肢厥氣，膝痛。一名家椒。生川谷及丘家間。」，具祛風止痛、暢通經脈、通暢氣血、散寒除濕等功效，主治各類型風濕病、風寒濕痹、全身關節痛、四肢逆冷、膝痛、消炎、鎮咳等症狀，陰虛火盛者不宜服用。

## 藥材鑑定
中藥兩面針以兩面針的乾燥根入藥，全年均可採挖，洗淨後切片或段，曬乾或鮮用；本品呈圓柱形彎曲短段或厚片，稍彎曲，表面深黃棕色、淡黃色、淺棕色或淡棕黃色，具粗縱皺紋，有時具橫向裂隙，具突起的鮮黃色或黃褐色類圓形皮孔；皮部淺棕色，橫斷面的栓皮薄，有稍具光澤的深黃色斑點；木部淡黃色或灰黃色，可見同心性環紋及密集的小孔；長約0.4－20厘米，寬約0.4－6厘米，厚約0.5－6厘米或更粗，少數10厘米。商品多切為不規則的塊片或段，厚約1－4毫米；質地堅硬，氣微香，味辛辣，麻舌而苦；傳統經驗則認為以根皮厚、味濃者為佳；本品載錄於《中國藥典》2005年版中，定為中藥兩面針的法定原植物來源種，主要透過薄層掃瞄法測定，規定藥材中的主要活性成分兩面針鹼含量不得少於0.25%，以控制藥材的質量。

## 外部連結
- （中文）. 金門國家公園保育知識平台.   [July 4, 2017]. （原始内容存档于2019-02-19）.
- （中文）. 基隆生物多樣性資料庫.   [July 4, 2017]. （原始内容存档于2020-11-07）.
- （中文）. 台灣原生植物保育協會.   [July 4, 2017]. （原始内容存档于2020-11-04）.
- （中文）. 台北植物園.   [July 4, 2017].[]
- （中文）. 香港濕地公園.   [July 4, 2017]. （原始内容存档于2018-09-08）.
- （中文）. 香港中文大學胡秀英植物標本館.   [July 4, 2017]. （原始内容存档于2020-11-16）.
- 兩面針 （页面存档备份，存于） 藥用植物圖像數據庫 (香港浸會大學中醫藥學院) （中文）（英文）
- 兩面針 中藥材圖像數據庫  (香港浸會大學中醫藥學院) （中文）（英文）